# Faro Isla Quiriquina
El Faro Isla Quiriquina es un faro perteneciente a la red de faros de Chile. Se ubica en la Isla Quiriquina, en la Región del Biobío.